# Doxocopa theodora
Doxocopa theodora är en fjärilsart som beskrevs av Lucas 1857. Doxocopa theodora ingår i släktet Doxocopa och familjen praktfjärilar. Inga underarter finns listade i Catalogue of Life.